# Мотылёк (песня)
«Мотылёк» — песня белорусской певицы Насти Кравченко. Сингл вышел 11 июля 2025 года и будет представлять Беларусь на Интервидении-2025. Песня достигла 39-го места в белорусском чарте эфира.

## Предыстория и композиция
Текст к песне был написан только самой артисткой, музыку — Николай Сосин, украинским телепродюсером, известным в Беларуси в основном как музыкальный композитор, работающий на белорусском шоу талантов Фактор.BY, которое траслировалось на Беларусь 1.
30 мая 2025 года певица заявила в интервью для Белорусского телеграфного агентства, что на тот момент у песни ещё не было названия.
Артистка сказала в комментарии к Первому информационному Белтелерадиокомпании, что песня «посвящена тем, кто ищет силы преодолеть трудности и верить в себя. Это напоминание о том, что мы все можем воплотить свои мечты в реальность».
Кроме того, в пресс-релизе Интервидения было отмечено, что песня основана на личной истории автора. Согласно статье, Настя Кравченко «написала её в трудный момент своей жизни, когда внешние обстоятельства, внутренние страхи и неопределённость почти заставили её отказаться от своей мечты стать певицей. Тем не менее, она поняла, что единственный путь вперёд — это верить в себя и продолжать идти вперёд, и она не сдалась. Настя передала свой опыт в песне через образ мотылька — символа трансформации и надежды. Тексты песен наполнены метафорами: маски, хрупкие фарфоровые куклы и хрустальные слезы символизируют человеческие иллюзии и уязвимость. Но главное послание песни — «Я жива» — гласит, что каждый из нас способен преодолеть любые трудности».

## Продвижение
9 июля 2025 года белорусский национальный вещатель «Белтелерадиокомпания» подтвердила, что песня будет впервые исполнена во время Славянского базара в Витебске.
Официальный релиз студийной версии песни состоялся 11 июля 2025 года YouTube-канале Первого Национального канала Белорусского радио, вскоре после того, как выступление было опубликовано в Интернете.
22 июля 2025 года песня была выпущена на всех стриминговых платформах компанией Headliner Music.

## Интервидение-2025

### Внутренний выбор
28 февраля 2025 года белорусский национальный вещатель Белтелерадиокомпания начала принимать заявки на Интервидение-2025.
19 мая 2025 года Белтелерадиокомпания объявила, что Настя Кравченко была выбрана для представления Беларуси на Интервидении-2025. Вещатель подтвердил, что певица была выбрана специально назначенной фокус-группой, в которой 8 из 13 участников проголосовали за Кравченко.

### На Интервидении
Интервидение-2025 состоится на Live Arena в Новоивановском, Россия, и будет состоять из финала, который состоится 20 сентября 2025 года.

## Коммерческий успех
В Беларуси песня дебютировала на 39-м месте в белорусском чарте TopHit от 24 июля 2025 года На следующей неделе, 31 июля 2025 года, она достигла 37-го места.

## Чарты
| Чарт (2025)       | Высшая позиция |
| ----------------- | -------------- |
| Беларусь (TopHit) | 39             |

| Чарт (2025)              | Высшая позиция |
| ------------------------ | -------------- |
| Belarus Airplay (TopHit) | 91             |